# Juan Labat
Pas d'image ? Cliquez ici

a Compétitions nationales et continentales officielles uniquement.

b Matchs officiels uniquement.
Juan Labat, né le 25 septembre 1984, est un joueur uruguayen de rugby à XV jouant au poste d'ailier, il mesure 1,77 m pour 78 kg.

## Carrière

### En club
- Carrasco Polo Club  Uruguay

### En équipe nationale
Il a honoré sa première cape internationale en équipe d'Uruguay le 12 novembre 2005 contre l'équipe du Portugal.

## Palmarès
- 1 sélection en équipe d'Uruguay
- 5 points
- Sélections par année : 1 en 1997